# Оскар Андерсон
Оскар Йохан Виктор Андерсон (на немски: Oskar Johann Viktor Anderson) е руско-германски математик с основни приноси в областта на статистиката, работил дълго време и в България.

## Биография
Роден е на 2 август 1887 година в Минск, Руска империя, в семейство на балтийски немци, произлизащи от Естония. Баща му, Николай Андерсон е професор по угро-фински езици, а по-големите му братя Валтер Андерсон и Вилхелм Андерсон по-късно стават известни учени, съответно фолклорист и астрофизик.
Малко след раждането на Оскар Андерсон семейството се премества в Казан, където той завършва гимназия през 1906 година. Започва да следва математика в Казанския университет, но през 1907 година се премества в Санктпетербургския политехнически институт, а след това е асистент на статистика Александър Чупров в Санктпетербургския университет. От 1912 година преподава в търговско училище в Санкт Петербург, а през 1918 година получава преподавателско място в Киев.
През 1920 година успехите на болшевиките в Гражданската война принуждават Андерсон да напусне Киев и за известно време той преподава в Будапеща, а през 1924 година става професор във Висшето търговско училище във Варна.
През 1932 година Оскар Андерсон получава стипендия от Рокфелеровата фондация и заминава за Англия и Германия, подготвяйки се за създаването на изследователски център по модела на американското Национално бюро за икономически изследвания. През 1934 година той оглавява новосъздадения Статистически институт за стопански проучвания към Софийския университет „Свети Климент Охридски“ и остава на този пост до 1940 година.
От 1942 година Андерсон е професор по статистика в Килския университет, а от 1947 година – Лудвиг Максимилиан университет в Мюнхен, където преподава до пенсионирането си през 1956 година.
Оскар Андерсон умира на 12 февруари 1960 година в Мюнхен.